# Bunaka gyrinoides
Bunaka gyrinoides – ryba z rodziny eleotrowatych. Jedyny przedstawiciel rodzaju Bunaka.

## Występowanie
Przebywa w wodach morskich oraz słodkich. Występuje w Azji oraz Oceanii, w okolicy Filipin, Nowej Gwinei oraz Australii. Zazwyczaj pływa na głębokości do 5 metrów. Preferuje wody tropikalne od 22°C do 28°C.

## Charakterystyka
Zazwyczaj osiąga ok. 15 cm, jednak zaobserwowano osobnika o wielkości 34 cm. Występuje w odcieniach brązu oraz pomarańczy, posiada charakterystyczne plamy w tylnej części ciała oraz linie wzdłuż boków. 